# Leopold Bischof
Leopold Franz Karl Josef Bischof (* 10. Juli 1916 in Bezau; † 16. Oktober 2012 in Götzis) war ein österreichischer Arzt. Als Präsident der Vorarlberger Ärztekammer gründete er den Arbeitskreis für Vorsorge und Sozialmedizin (aks) und leitete diesen bis 1986 als Präsident.

## Herkunft und Ausbildung
Leopold Franz Karl Josef Bischof wurde am 10. Juli 1916 als neuntes Kind des Fabrikanten Leopold Bischof (1879–1950) und der Gastwirtin Maria Theresia Bischof (1880–1937), geborene Kaufmann in Bezau (Vorarlberg) geboren.
Nach der Volksschule trat er direkt in die zweite Klasse des katholischen Privatgymnasiums im Kloster Mehrerau in Bregenz ein, wo er am 26. Mai 1935 mit Auszeichnung maturierte. Im selben Jahr begann er sein Studium der Medizin an der Universität Innsbruck, wo er auch der katholischen Studentenverbindung Raeto-Bavaria im österreichischen Cartellverband beitrat, der er sich zeitlebens verbunden fühlte. Nach dem Anschluss Österreichs 1938 belegte er drei Semester in Freiburg im Breisgau. Zurück in Innsbruck promovierte er im März 1940 zum Doktor der gesamten Heilkunde.
Seine medizinische Grundausbildung erwarb er sich im Krankenhaus St. Vinzenz in Zams, das zu dieser Zeit zusätzlich als Militärlazarett diente und wo auch seine zukünftige Gattin als Physiotherapeutin in der Rehabilitation der verletzten Soldaten tätig war. Nach dieser Grundausbildung wurde er als Militärarzt (Stabsarzt) zuerst in Russland und dann in Jugoslawien eingesetzt. Hier betreute er auch die Zivilbevölkerung medizinisch und lernte dazu Serbokroatisch, das er später bei der Betreuung der jugoslawischen Gastarbeitern sehr gut einsetzen konnte.

## Beruf
Im April 1946 ließ er sich als Gemeindearzt in Götzis (Vorarlberg) als Verantwortlicher für den Sprengel Götzis, Altach, Koblach, Mäder nieder. Seine Frau Herta unterstützte ihn als Ordinationsassistentin und Physiotherapeutin während seiner ganzen beruflichen Tätigkeit. Ihre Unterstützung und unermüdlicher Einsatz ermöglichten ihm die nötigen Freiräume, um seine Ideen und Visionen für die medizinische Betreuung der Bevölkerung in Vorarlberg umzusetzen.
Als Gemeindearzt führte er als erster in Vorarlberg sehr rasch einen wechselnden Nachtdienst und Wochenenddienst aller in diesem Sprengel tätigen Ärzte ein, damit diese neben ihrem fordernden Beruf auch Zeit für Familie und Erholung finden konnten.
Als politisch unbelastetes Mitglied wurde Leopold Bischof schon im Jahr 1946 in die Vollversammlung und den Vorstand der neu gegründeten Vorarlberger Ärztekammer berufen, in dem er in den Jahren 1958 bis 1966 auch als Finanzreferent Verantwortung für die Pensionszahlungen für die Ärzte und deren Witwen und Waisen nach dem Krieg übernahm, indem er hauptverantwortlich für die Schaffung des Ärztekammerwohlfahrtsfonds verantwortlich zeichnete. Ab 1966 bis 1981 leitete er die Vorarlberger Ärztekammer als Präsident.
Im Jahr 1958, in einer sich abzeichnenden Kinderlähmungsepidemie, organisierte er gemeinsam mit anderen Ärzten in Vorarlber den Kauf von Salk-Impfstoff in der Schweiz, da dieser in Österreich noch nicht erhältlich war. Nach Rücksprache mit dem emeritierten Pädiater, Professor Guido Fanconi, Chef des Kinderspitals der Universität Zürich, wurde eine breite Impfkampagne in Vorarlberg trotz des Beginns der Epidemie unternommen. Durch den frühzeitigen Einsatz dieses damals noch sehr umstrittenen Impfstoffes, der nach Überwindung großer bürokratischer Hürden aus der Schweiz importiert und dessen Applikation auf Selbstbehaltsbasis flächendeckend in Anspruch genommen wurde, gelang es die Epidemie in der Anfangsphase zu durchbrechen. So belegt die österreichische Gesundheitsstatistik aus diesen Jahren, dass die Morbidität und Mortalität dieser fatalen Epidemie im Gegensatz zu anderen Bundesländern entscheidend eingedämmt werden konnte. Dadurch konnte die Epidemie zwei Jahre vor den anderen Bundesländern durchbrochen werden.
Auf der Basis dieser Erfahrung begann er ärztliche Kollegen in Vorarlberg für die Gründung eines Vereins, der für die Gesunderhaltung der Bevölkerung tätig werden sollte, zu werben. Mit diesen gründete er im Juni 1964 den Arbeitskreis für prophylaktische und soziale Medizin (aks), der ab 1970 in Arbeitskreis für Vorsorge- und Sozialmedizin (aks) umbenannt wurde.
Dort führte er in den Folgejahren mehrere Gesundheitsprogramme ein:
- 1964: Schuluntersuchungen
- 1965: flächendeckende Schutzimpfungen im Kindesalter
- 1968: Schwangerenprophylaxe
- 1969: Säuglingsprophylaxe
- 1970: Krebsuntersuchungen bei Frauen
- 1973: Krebs-Stoffwechsel-Kreislauf Vorsorgeuntersuchung
- 1974: ambulante neurologischen Nachbetreuung
- 1976: Betreuung verhaltensgestörter Kinder
- 1976: sozialpsychiatrischen Dienste
- 1981: Arbeitsmedizin

Als Prophylaxereferent der Österreichischen Ärztekammer konnte er viele dieser Programme – wie zum Beispiel die Schwangeren- und Säuglingsprophylaxe (1983 Mutterkindpass) und die Gesundenuntersuchung der Erwachsenen – in Gesamtösterreich übernehmen. Diese gelten auch in anderen europäischen Staaten als Musterbeispiele für niederschwellige Gesundheitsprogramme.
Als Präsident der Ärztekammer setzte er aber auch viele andere Initiativen wie zum Beispiel den Ausbau des Vorarlberger Krankenhauswesens und der Gründung der Gesellschaft der Ärzte zur ärztlichen Fort- und Weiterbildung.

## Privat
Leopold Bischof heiratete am 15. Mai 1943 in Eppstein im Taunus die Berliner Physiotherapeutin Herta Schoof (1917–2009), die er erst wieder nach Kriegsende im Herbst 1945 wiedersah. Mit der Übernahme der Gemeindearzttätigkeit übersiedelte er mit seiner Frau 1946 nach Götzis. Sie waren ihren Kindern ein so großes Vorbild, dass alle im Gesundheits- oder Sozialwesen ebenfalls mit großem Engagement und starker Innovationskraft tätig wurden:
- Angelika Bischof-Delaloye (* 1944), Facharzt für Innere Medizin und für Nuklearmedizin
- Hans-Peter Bischof (* 1947), Facharzt für Innere Medizin / Kardiologie, Landesrat für Soziales, Gesundheit und Kultur
- Friedricke Gschließer (* 1949), praktische Ärztin und Psychotherapeutin
- Barbara Rehberger (* 1953), Fachärztin für Psychiatrie und Psychotherapeutin
- Thomas Bischof (* 1955), Facharzt für Zahn-, Mund- und Kieferheilkunde
- Sabine Bischof-Ortel (* 1959), Psychologin

Leopold Bischof und seine Frau Herta wurden nach ihrem Tod in Bezau begraben.

## Auszeichnungen
- 1964: Titel Medizinalrat
- 1981: Titel Obermedizinalrat[2]
- 1974: Dr.-Toni-Russ-Preis[1][2]
- 1976: Großes Ehrenzeichen für Verdienste um die Republik Österreich[2]
- 1979: Goldenes Ehrenzeichen des Landes Vorarlberg[2]
- 1986: Ehrenring der Gemeinde Götzis[2]
- 1983: Ehrenpräsidentschaft des Arbeitskreises für Vorsorge- und Sozialmedizin (aks)[2]
- 2014 wurde zu Ehren von Leopold Bischof vom Arbeitskreis für Vorsorge- und Sozialmedizin der Leopold-Bischof-Ring eingeführt, der alle zwei Jahre an Menschen mit besonderem Einsatz im Sozial- und Gesundheitswesen in Vorarlberg vergeben wird.